# Jan Peeters (sportbestuurder)
Jan Peeters (Willebroek, 2 april 1934 – 21 juli 2016) was een Belgische jeugdrechter en gewezen sportbestuurder. Van 2001 tot 2006 was hij voorzitter van de Koninklijke Belgische Voetbalbond (KBVB).

## Biografie
Jan Peeters studeerde aan de Rijksuniversiteit van Gent en behaalde een doctoraat in de rechten. In 1971 werd hij jeugdrechter van het arrondissement Mechelen.

### KBVB
Twee jaar eerder was hij ook aan zijn opmars binnen de Koninklijke Belgische Voetbalbond (KBVB) begonnen. Hij begon bij de rechtscommissie van de voetbalbond en werkte zich in 1977 op tot het Uitvoerend Comité. Van 1990 tot 1996 en gedurende zes maanden in 2001 was de Antwerpenaar ondervoorzitter van de voetbalbond. In de jaren 1990 vervulde hij ook verschillende functies bij de UEFA en FIFA. In juni 2001 volgde hij Michel D'Hooghe op als voorzitter van de KBVB. Tijdens zijn voorzitterschap nam het Belgisch voetbalelftal deel aan het WK 2002 in Japan en Zuid-Korea.
Peeters had de ambitie om de complexe Bondsregels te vereenvoudigen, iets waar hij niet in zou slagen. Samen met het uitbreken van de affaire Zheyun Ye, was dit voor hem de grootste ontgoocheling uit zijn carrière bij de KBVB.

### BOIC
Van 1984 tot 1996 was Peeters ook ondervoorzitter van het Belgisch Olympisch en Interfederaal Comité (BOIC). Als delegatieleider reisde hij mee naar de Olympische Spelen van 1992 en 1996.